# Batalha de Gaugamela
A Batalha de Gaugamela (ou Batalha de Gaugamelos; em grego:  Γαυγάμηλα), também conhecida como Batalha de Arbela (Ἄρβηλα, Árbēla), ocorreu em 331 a.C. entre as forças do Exército da Macedônia, sob o comando de Alexandre, o Grande, e o Exército Persa, sob o rei Dario III. Foi a segunda e última batalha entre os dois reis e é considerada o golpe final para o Império Aquemênida persa, resultando em sua conquista completa por Alexandre.
O combate ocorreu em Gaugamela, uma vila às margens do rio Bumodus, ao norte de Arbela (atual Erbil, no Curdistão iraquiano). Apesar de estar em grande desvantagem numérica, o Exército da Macedônia saiu vitorioso devido ao emprego de táticas superiores e ao uso inteligente de forças de infantaria ligeira. Foi uma vitória decisiva para a Liga de Corinto e levou à queda do Império Persa e de Dario III.

## Após a tomada de Tiro
Depois que Alexandre tomou e destruiu Tiro, ele decidiu a refundar com uma população fenícia e mantê-la em segurança por um comandante grego encarregado da região. Alexandre planejara com antecedência um esplêndido festival com sacrifícios a Héracles, competições de atletismo e de artes. Era a ocasião de celebrar a dominação do mar por Alexandre e os gregos. Os reis de Chipre equiparam e treinaram os coros para os jogos, vieram atores de Atenas e os juízes da competição dramática eram os principais generais macedônios. Quando um ator a quem Alexandre era devotado não obteve o primeiro prémio, ele disse que teria dado parte de seu reino para que fosse de outra forma, mas mesmo assim aceitou o veredicto. Comovia-se profundamente com a música da lira; quando um tocador favorito foi morto em batalha ao lado dele, dedicou em Delfos uma estátua de bronze do tocador com uma lira e uma lança nas mãos. O navio estatal de Atenas e provavelmente os de outros estados gregos vieram ao festival, tanto para cumprimentar Alexandre como para fazer suas solicitações.
Alexandre permaneceu na Fenícia e na Síria por pelo menos três meses. Durante esse tempo, as colheitas eram armazenadas e suprimentos eram depositados no caminho para duas pontes que havia mandado construir no Eufrates. Ele fez algumas mudanças no serviço administrativo. O sátrapa da Síria, por exemplo, foi substituído, porque havia deixado de coletar os suprimentos necessários. Os judeus da Samaria rebelaram-se e queimaram vivo o sátrapa daquela região. Alexandre executou os responsáveis, expulsou a população e fez de Samaria uma cidade mista, como Gérasa.
Ele provavelmente esperava que Dario III trouxesse seu exército para a outra margem do Eufrates para uma batalha decisiva, caso em que os suprimentos de Alexandre estariam bem à mão. Quando ficou óbvio que Dario lutaria na Mesopotâmia, Alexandre decidiu avançar no final de julho de 331 a.C.. Mais ou menos na mesma época, Antípatro enviou da Macedônia os reforços que haviam sido pedidos e Alexandre ordenou que uma frota de navios de guerra macedônicos, gregos, cipriotas e fenícios navegasse em direção ao Peloponeso, onde se relatava um perigo de levantes em apoio a Esparta.
Do outro lado do Eufrates, um comandante persa, Mazeu, com três mil cavaleiros, dois mil mercenários gregos e outros infantes, mantinha uma posição defensiva. Mas ante o avanço de Alexandre, ele se retirou para a principal estrada persa ao longo do Eufrates, provavelmente na esperança de que Alexandre o perseguiria e ficaria sem suprimentos. Alexandre terminou suas duas pontes, atravessou-as com suas tropas e trem de suprimentos e esperou alguns dias, talvez na tentativa de iludir Mazeu a respeito de suas intenções.

## A travessia do Rio Tigre
Alexandre marchou então em direção ao norte, ao longo das montanhas armênias, para encontrar pasto para os cavalos, usar suprimentos locais e evitar o grande calor, pois tinha de alimentar cerca de 47 mil homens e talvez 20 mil cavalos e mulas. Os dois exércitos ficaram sem contato um com o outro por aproximadamente seis semanas, durante as quais os macedônicos fizeram incursões pela Armênia. Alexandre foi o primeiro a capturar alguns opositores, que revelaram que o plano de Dario III era dominar o rio Tigre. "Alexandre foi apressadamente para o Tigre"; cruzou suas águas caudalosas em um ponto sem defesas, pois estava em um ponto do rio bem mais alto do que Dario esperava. Enquanto o exército aguardava o trem de suprimentos, houve um eclipse lunar em 20 de setembro de 331 a.C. Alexandre restaurou a confiança sacrificando aos deuses que causam os eclipses — a Lua, o Sol e a Terra — e Aristandro anunciou que o eclipse pressagiava a vitória sobre a Pérsia no mês atual.
Movendo-se para o sul, em meio a regiões férteis, Alexandre capturou alguns cavaleiros persas e soube que Dario estava em posição de prontidão não muito longe dali. Fez uma pausa de quatro dias "para descansar seus homens", fortificou um acampamento base com um fosso e uma paliçada e colocou ali os doentes e os suprimentos.
Os batedores de Alexandre relataram que o exército de Dario estava a quilômetros de distância, do outro lado das montanhas baixas. Para evitar o calor, Alexandre partiu durante a noite com seu exército pronto para entrar em ação, cruzou as montanhas e, ao romper da aurora, mandou o exército parar ao ver o inimigo pronto para a batalha a cerca de cinco quilômetros de distância na planície. Ele já havia discutido seu avanço com alguns comandantes. Nesse momento, consultou todos eles. A maioria aconselhou-o a iniciar o combate imediatamente, mas "o conselho de Parménio prevaleceu": fazer um reconhecimento cuidadoso. Feito isso, Alexandre reuniu novamente seus comandantes, exortou-os a lutar "pelo domínio de toda a Ásia" e insistiu na importância de se obedecer às ordens imediatamente, com precisão e em silêncio. Montaram um acampamento para os animais de carga que traziam suprimentos, como cevada, para as montarias da cavalaria. O exército fez sua refeição noturna e as unidades dormiram na posição que assumiriam para a batalha. Por volta do meio-dia, Alexandre iniciou a marcha para a planície.
Dario reunira em suas unidades étnicas os melhores cavaleiros do império, da Capadócia ao Paquistão, e os Sacas de além da fronteira. Ele armara algumas unidades com lança e espada, mas a maioria lutaria da maneira tradicional, com arcos, dardos e cimitarras. "Dizia-se", escreveu Arriano, que eram em número de 40 mil. Havia 15 elefantes indianos, mas eles foram deixados no acampamento, provavelmente porque apenas os cavalos indianos eram treinados para lutar ao lado de elefantes. Sua infantaria de elite consistia em cerca de seis mil mercenários gregos e mil guardas persas. Outros soldados de infantaria apoiavam as unidades de cavalaria ou formavam uma reserva geral. O número mais baixo estimado para a infantaria é de 400 mil homens, sem dúvida um valor exagerado. Dario também tinha uma nova arma, "o carro com lâminas", que tinha lâminas em forma de navalha atadas às rodas, ao chassis e ao timão.
Ele calculava que um ataque de 200 desses carros, de dois e quatro cavalos, desmantelaria a formação da falange e exporia os piqueiros ao combate corpo-a-corpo, no qual o pique estorvaria mais do que ajudaria.
Dario foi o primeiro a atingir o campo de batalha que desejava, uma faixa plana de pasto e lavoura. Ele limpou três trilhas para os carros com lâminas e enterrou estrepes (cravos) em alguns lugares para mutilar os cavalos do inimigo. Ao saber que Alexandre deixara o acampamento base à noite (em 29 de setembro), Dario organizou seu exército para o combate e o manteve em armas para o caso de Alexandre atacar na alvorada ou logo após. O enorme exército permaneceu em posição de batalha por todo o dia 30 de setembro, pela noite seguinte e até o meio-dia de 10 de outubro, enquanto o exército macedônico descansou um dia e dormiu uma noite no acampamento.
Em 12 de outubro, Dario estava preso a seu terreno preparado. O centro de sua linha consistia, da frente à retaguarda, em 50 carros com lâminas; quatro unidades étnicas (duas de cavalaria, duas provavelmente de infantaria); a guarda da cavalaria real; Dario em seu carro, flanqueado por toda a cavalaria de elite; e finalmente, uma segunda linha de infantaria. O lado direito de sua linha, na mesma ordem, começava com 50 carros com lâminas, seguidos por nove unidades étnicas de cavalaria, algumas apoiadas por infantes de sua raça e, no fundo, parte de uma segunda linha de infantaria. Na extrema direita, havia um grupo avançado de suas unidades étnicas de cavalaria. O lado direito da linha tinha cem carros com lâminas; cinco unidades étnicas de cavalaria com infantaria de apoio de sua própria raça; e na extrema direita, um grupo avançado de duas unidades étnicas de cavalaria (bactrianos e citas). A segunda linha de infantaria no fundo apoiava apenas uma unidade étnica de cavalaria. Dario esperava que Alexandre fizesse um ataque frontal com uma linha paralela à dele, como em Isso; que o ataque dos carros desmantelasse a falange de infantaria; e que o número muito superior de sua excelente cavalaria não apenas flanqueasse a linha mais curta de Alexandre como também atacasse pelas brechas abertas pelos carros com lâminas. Era um bom plano, mas apenas se Alexandre fizesse seu ataque de acordo com as esperanças de Dario.

## A batalha

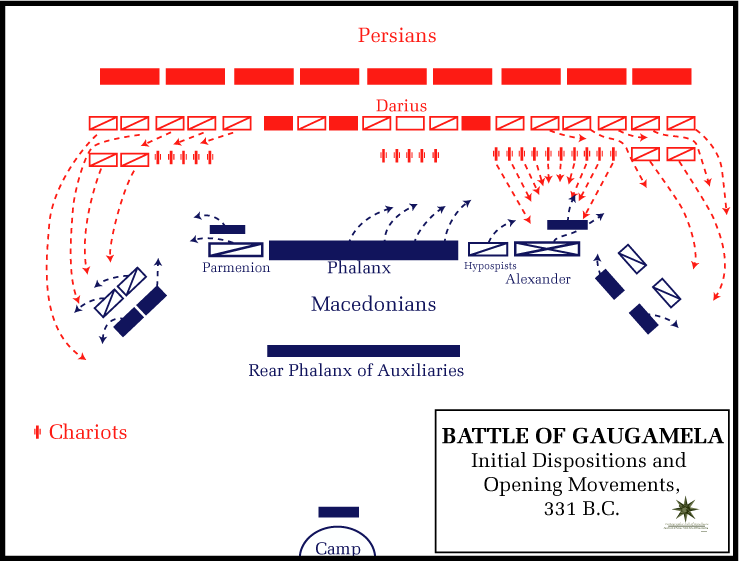
Disposição inicial e início dos movimentos

O exército de Alexandre moveu-se na planície com perfeita precisão, como em um terreno de parada. No início, a linha era paralela à de Dario III e avançava de frente para a direita e parte do centro persa, mas em um momento predeterminado a linha fazia uma inclinação para a direita e avançava em direção à linha de frente direita em formação oblíqua, a ala direita avançada e a esquerda retardada. Dario viu que o exército de Alexandre movia-se agora para longe da trilha preparada para os carros. Ordenou portanto aos bactrianos e citas que atacassem o flanco direito de Alexandre e interrompessem o movimento. Mas Alexandre contra-atacou com esquadrão após esquadrão, todos em formação em cunha, e nesse meio-tempo continuava a avançar sua vanguarda direita. Dario mandou seus carros com lâminas ao ataque antes que fosse tarde demais. Mas eles se mostraram ineficazes, pois, de acordo com as ordens que receberam, os macedônios abriram as fileiras para deixá-los passar; os lançadores de dardos agriães e os trácios atingiram condutores e cavalos com seus dardos e as tropas fizeram um tremendo barulho que assustou os cavalos dos carros, fazendo-os sair da rota.
Nesse momento, a disposição das forças de Alexandre tornou-se importante. À frente e no flanco de sua direita avançada, ele tinha os agriães, os lançadores de dardos trácios, os arqueiros macedônicos e "a infantaria mercenária grega veterana" — alguns deles lidavam com os carros com lâminas — e esquadrões de cavalaria, sendo a cavalaria dos mercenários gregos, os peônios e os lanceiros — estes fizeram o contra-ataque da forma que vimos. A linha contínua consistia, da direita para a esquerda, em Alexandre à frente dos esquadrões dos cavalarianos acompanhantes, a Guarda Hipaspista, os outros hipaspistas, as seis brigadas de falangistas e a cavalaria grega, cuja ala era dominada pêlos tessalianos. À esquerda, havia uma guarda de flanco que consistia na cavalaria mercenária grega à frente; em seguida, alguns cavaleiros gregos, a cavalaria odrisiana e a trácia; e para apoiá-las, lançadores de dardos e arqueiros cretenses. Por trás da falange principal, marchava uma segunda falange com o mesmo comprimento, consistindo na infantaria mercenária grega, na infantaria ilíria e na infantaria trácia. Essa segunda falange deveria fazer meia-volta caso a cavalaria persa viesse pela retaguarda.
Enquanto os carros com lâminas faziam seu ataque, Dario ordenou um avanço geral e, ao mesmo tempo, enviou alguns cavalarianos persas para apoiar os bactrianos e citas derrotados. Alexandre ordenou que a última unidade de sua guarda de flanco, os 600 lanceiros, atacassem a cavalaria persa no ponto em que ela saía da linha principal. Quando os lanceiros atacaram e criaram uma brecha, Alexandre girou sua linha 90 graus para a esquerda, formou ali uma "cunha dos cavaleiros acompanhantes e da infantaria" (hipaspistas), carregou com um retumbante grito de batalha através da brecha e girou para a esquerda, "na direção do próprio Dario". Na feroz luta, as longas lanças dos cavaleiros acompanhantes e os piques em riste dos hipaspistas levaram a melhor e, quando se aproximaram, Dario entrou em pânico e fugiu. O impetuoso ataque da cunha de Alexandre havia sido feito no momento em que a cavalaria da direita persa estava obrigando o lado esquerdo da falange macedônica a parar. Uma brecha inevitavelmente surgiu entre esse lado da falange e as brigadas que avançavam alinhadas com a cunha de Alexandre.

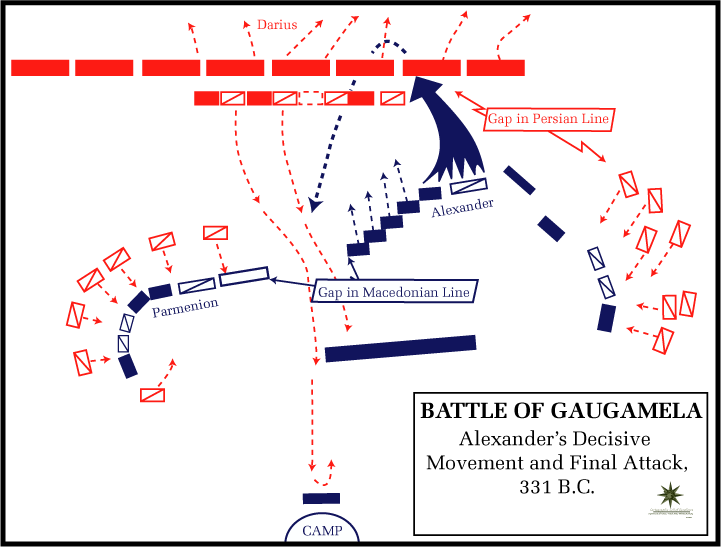
O ataque decisivo de Alexandre

A brecha foi explorada pela cavalaria indiana e persa. Mas, em vez de voltar e atacar, cavalgaram até o acampamento guardado apenas por uma pequena força de trácios. Parte da segunda linha da falange que parara fez meia-volta "conforme lhe foi ordenado" e derrotou o inimigo no acampamento. Mas toda a ala esquerda, que estava sob o comando de Parmênio, era duramente pressionada por ataques vindos de todos os lados. Um pedido de ajuda chegou a Alexandre. Embora ele deva ter ficado tentado a perseguir Dario, que fugira, virou os esquadrões da cavalaria acompanhante para a esquerda e abriu caminho através da cavalaria do centro direito persa, que se encontrou com ele de frente, em formação. Sessenta acompanhantes caíram. "Mas Alexandre derrotou esses inimigos também." Estava prestes a atacar a cavalaria da extrema direita, quando ela se desmantelou e fugiu sob os brilhantes ataques dos esquadrões tessalianos. Todo o imenso exército estava agora em fuga.
Alexandre e os acompanhantes encabeçaram a perseguição, seguidos pelas tropas de Parmênio. O objetivo era derrubar o moral da cavalaria inimiga. Ao escurecer, Alexandre acampou até a meia-noite. Nesse meio tempo, Parmênio capturava o acampamento persa. Em seguida, Alexandre prosseguiu com a perseguição até Arbela, onde capturou o tesouro e as posses de Dario. A perseguição de mais de 110 quilômetros custou a vida de cem homens e mil cavalos, mas as baixas do inimigo asseguravam que Dario nunca mais reuniria um exército imperial. Em Arbela, Alexandre fez sacrifícios de agradecimento aos deuses e distribuiu recompensas. Foi aclamado "rei da Ásia" pelos macedônicos, que no calor da vitória se comprometeram a conquistar toda a Ásia para seu rei. Ele próprio proclamou seu triunfo em uma oferenda para a Atena Lindia, de Rodes, com suas próprias palavras: "O rei Alexandre, tendo dominado Dario em batalha e tornando-se o senhor da Ásia, fez sacrifício a Atena de Lindus de acordo com um oráculo". Ele via a derrota da Pérsia como uma preliminar para a conquista de toda a Ásia.